# Beccar
Beccar est une localité argentine située dans le district nord du Grand Buenos Aires, dans le quartier de San Isidro dans la province de Buenos Aires, à 24 kilomètres au nord-ouest de Buenos Aires.

## Géographie

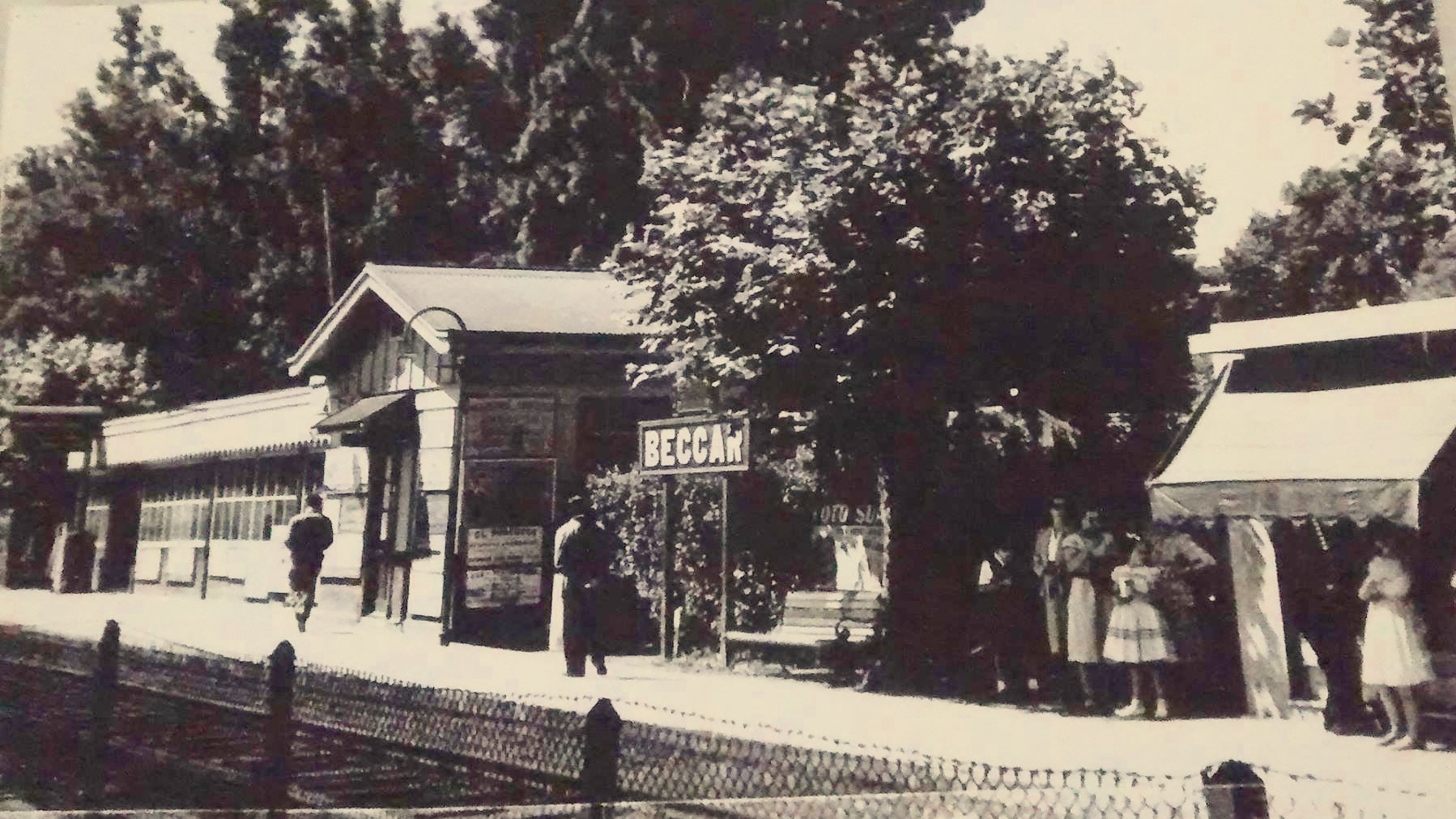
La gare de Beccar en 1957.

## Personnalités liées à Beccar

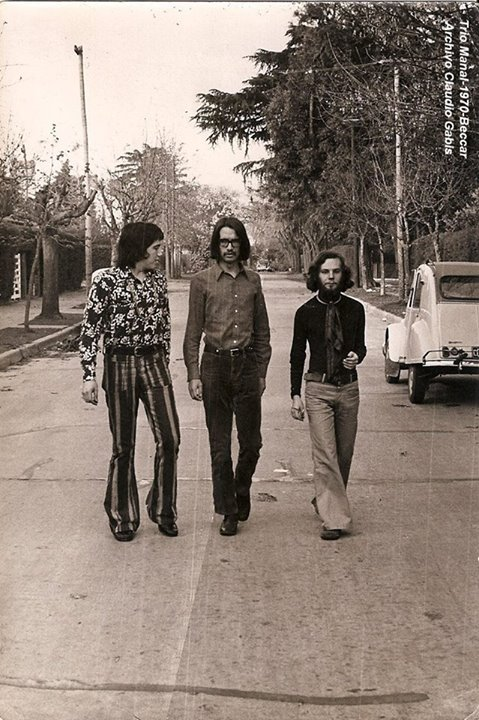
Le groupe Manal, dans les rues de Beccar, dans les années 1970.

- Antonio Abertondo
- Jorge Guerrero Dantur (chanteur)
- Guillermo Francella
- Héctor Germán Oesterheld[1]
- Néstor Raúl Rossi
- Rocío Igarzábal
- Victoria Ocampo
- Hernán Colonel
- Claudio Gabis
- Tomás Martínez (footballeur)
- Juan José Aranguren
- Midel
- Bandalos Chinois
- Agustín Iannone
- Gustavo Posse